# Wojciech Myrczek
Wojciech Karol Myrczek (ur. 1987 w Czechowicach-Dziedzicach) – polski wokalista jazzowy oraz nauczyciel akademicki.

## Życiorys
Ukończył w wyróżnieniem Instytut Jazzu Akademii Muzycznej im. Karola Szymanowskiego w Katowicach. Jest laureatem licznych polskich i zagranicznych nagród, m.in. siedmiokrotnie I miejsce w ankietach Jazz Top miesięcznika Jazz Forum w kategorii Wokalista Roku (w latach 2015, 2016, 2017, 2018, 2019, 2020, 2021), I miejsce i nagroda publiczności Shure Montreux Jazz Voice Competition w Szwajcarii (2013), Grand Prix w międzynarodowym konkursie Jazz Voices na Litwie (2011), nagroda dla Największej Indywidualności Konkursu Lotos Jazz Festival Bielska Zadymka Jazzowa (2010), I nagroda w konkursie Międzynarodowe Spotkania Wokalistów Jazzowych w Zamościu (2007), Grand Prix Jazz Melomani w kategorii Nadzieja Melomanów (2014), jak również nagrody Burmistrza Czechowic-Dziedzic oraz Starosty Bielskiego (przyznane za wkład w rozwój kultury).
Wielokrotnie występował na festiwalach w Polsce i za granicą, m.in. Montreux Jazz Festival, The Hague Jazz, Bielska Zadymka Jazzowa, Brisbane Jazz Festival, Kolory Polski, Jazz nad Odrą, Festiwal Pianistów Jazzowych w Kaliszu, Sofia Jazz Peak Festival, Celje International Jazz Festival. Oprócz tego koncertował m.in. w sali NOSPR w Katowicach, Konserwatorium w Sankt Petersburgu, Filharmonii „Sinfonia Baltica”, Filharmonii Zabrzańskiej, Filharmonii Świętokrzyskiej, Instytucie Fińskim w Paryżu, Opus Jazz Club w Budapeszcie, Teatrze Roma w Warszawie oraz Hudson Studios w Nowym Jorku.
Współpracował m.in. z Janem Ptaszynem Wróblewskim, Tomaszem Stańko, Robertem Majewskim, Henrykiem Miśkiewiczem, Lorą Szafran, Bernardem Maselim, Krzysztofem Herdzinem, Orkiestrą Aukso oraz Zespołem Śpiewaków Miasta Katowice Camerata Silesia.
Wykładowca Akademii Sztuk Teatralnych im. Stanisława Wyspiańskiego w Krakowie (od 2018) oraz Instytutu Jazzu Akademii Muzycznej im. Karola Szymanowskiego w Katowicach (w latach 2012–2019). W 2020 uzyskał stopień doktora sztuk muzycznych.

## Dyskografia
- We'll Be Together Again (2010, Radio Katowice SST CD 002)[10]
- Love Revisited – wspólnie z Pawłem Tomaszewskim (2014, Fortune 0038-001)[11]
- Celebrating the Journey (2022, Fortune 0155-007)[12]